# Unité urbaine d'Agen
L'unité urbaine d'Agen est une unité urbaine française centrée sur la ville d'Agen, préfecture du département de Lot-et-Garonne, en région Nouvelle-Aquitaine.

## Données générales
Dans le zonage réalisé par l'Insee en 2010, l'unité urbaine était composée de seize communes.
Dans le nouveau zonage réalisé en 2020, elle est composée des seize mêmes communes.
En 2022, avec 80 666 habitants, elle représente la 1re unité urbaine du département du Lot-et-Garonne, et occupe le 8e rang dans la région Nouvelle-Aquitaine.
En 2022, sa densité de population s'élève à 360 hab/km2. Par sa superficie, elle ne représente que 4,2 % du territoire départemental mais, par sa population, elle regroupe 24,28 % de la population du département de Lot-et-Garonne.

## Composition 2020 de l'unité urbaine
Elle est composée des seize communes suivantes :
| Nom                       | Code Insee | Département    | Statut       | Superficie (km2) | Population (dernière pop. légale) | Densité (hab./km2) | Modifier                                    |
| ------------------------- | ---------- | -------------- | ------------ | ---------------- | --------------------------------- | ------------------ | ------------------------------------------- |
| Agen (ville-centre)       | 47001      | Lot-et-Garonne | ville-centre | 11,49            | 32 193 (2022)                     | 2 802              | modifier les données · modifier les données |
| Aubiac                    | 47016      | Lot-et-Garonne | banlieue     | 13,86            | 1 177 (2022)                      | 85                 | modifier les données · modifier les données |
| Boé                       | 47031      | Lot-et-Garonne | banlieue     | 16,50            | 5 784 (2022)                      | 351                | modifier les données · modifier les données |
| Bon-Encontre              | 47032      | Lot-et-Garonne | banlieue     | 20,56            | 6 386 (2022)                      | 311                | modifier les données · modifier les données |
| Brax                      | 47040      | Lot-et-Garonne | banlieue     | 8,80             | 2 103 (2022)                      | 239                | modifier les données · modifier les données |
| Castelculier              | 47051      | Lot-et-Garonne | banlieue     | 14,95            | 2 383 (2022)                      | 159                | modifier les données · modifier les données |
| Colayrac-Saint-Cirq       | 47069      | Lot-et-Garonne | banlieue     | 21,36            | 3 106 (2022)                      | 145                | modifier les données · modifier les données |
| Estillac                  | 47091      | Lot-et-Garonne | banlieue     | 7,94             | 2 392 (2022)                      | 301                | modifier les données · modifier les données |
| Foulayronnes              | 47100      | Lot-et-Garonne | banlieue     | 28,86            | 5 480 (2022)                      | 190                | modifier les données · modifier les données |
| Lafox                     | 47128      | Lot-et-Garonne | banlieue     | 5,23             | 1 079 (2022)                      | 206                | modifier les données · modifier les données |
| Le Passage                | 47201      | Lot-et-Garonne | banlieue     | 12,89            | 9 360 (2022)                      | 726                | modifier les données · modifier les données |
| Pont-du-Casse             | 47209      | Lot-et-Garonne | banlieue     | 19,10            | 4 192 (2022)                      | 219                | modifier les données · modifier les données |
| Roquefort                 | 47225      | Lot-et-Garonne | banlieue     | 7,53             | 2 091 (2022)                      | 278                | modifier les données · modifier les données |
| Saint-Hilaire-de-Lusignan | 47246      | Lot-et-Garonne | banlieue     | 16,77            | 1 509 (2022)                      | 90                 | modifier les données · modifier les données |
| Saint-Jean-de-Thurac      | 47248      | Lot-et-Garonne | banlieue     | 5,12             | 560 (2022)                        | 109                | modifier les données · modifier les données |
| Saint-Pierre-de-Clairac   | 47269      | Lot-et-Garonne | banlieue     | 13,15            | 871 (2022)                        | 66                 | modifier les données · modifier les données |

## Évolution démographique
| 1968   | 1975   | 1982   | 1990   | 1999   | 2006   | 2011   | 2016   | 2022   |
| ------ | ------ | ------ | ------ | ------ | ------ | ------ | ------ | ------ |
| 58 786 | 62 492 | 65 051 | 69 167 | 70 800 | 77 765 | 79 764 | 80 999 | 80 666 |

#### Données générales
- Unité urbaine en France
- Aire d'attraction d'une ville
- Liste des unités urbaines de France

#### Données démographiques en rapport avec l'unité urbaine d'Agen
- Aire d'attraction d'Agen
- Arrondissement d'Agen

#### Données démographiques en rapport avec le Lot-et-Garonne
- Démographie du Lot-et-Garonne